# オニ発注
『オニ発注〜WHAT A CRAZY ORDER!?〜』（オニはっちゅう）は、2008年4月16日から9月24日までテレビ東京系列で放送されていた深夜バラエティ番組である。

## 番組概要
コンセプトは、「"3つの条件を兼ね備えた"、"マニアックな人物"を探す」。
例えば、「①双子で・②二子玉川に住んでいる・③双子座の女性」。
「①とんちが得意で・②ラップの衣装が似合う・③お坊さん」など。
毎回、上記のコンセプトにあったテーマを視聴者からホームページで募集し、そのテーマにあった人物を番組スタッフが調査し、その人物を出演者3人が審査するオーディション方式をとっている。宮川大輔自身、在京キー局では初MCの番組となる。

## 出演者
- 宮川大輔
- サバンナ（高橋茂雄・八木真澄）
- 前田真理子（テレビ東京アナウンサー）
  - スタート当初は、テレビ東京の女性アナが交代で、進行していたが、その後、前田アナがレギュラーとなる。
- 佐藤アサト（ナレーター）

## スタッフ
- 構成：なかじまはじめ、八代丈寛、佐藤がっかり
- カメラ：遠山眞史
- 音声：後田良
- 照明：江川斉
- ロゴデザイン：ケチャップアーツ
- CG：長谷川俊樹
- ヘアメイク：TOM（Soul Family）
- スタイリスト：平野彰
- 編集：森岡佑次
- MA：植木俊彦
- 音効：杉山典子（ZACK）
- 番宣：岡仁（テレビ東京）
- ディレクター：飛田岳紀（PROTX）、稲村隆（コラボレーション）
- 監修：木伏智也（コラボレーション）
- プロデューサー：木村健作（PROTX）、鈴木寿一（コラボレーション）
- 技術協力：ゼータ、プログレッソ、麻布プラザ
- 制作協力：コラボレーション、New TypeLab
- 製作：テレビ東京、テレビ東京制作

## ネット局と放送時間
| 放送対象地域   | 放送局                     | 系列           | 放送曜日及び放送時間    | 放送日の遅れ                                   |
| -------------- | -------------------------- | -------------- | ----------------------- | ---------------------------------------------- |
| 関東広域圏     | テレビ東京（TX）【制作局】 | テレビ東京系列 | 水曜 24時43分～25時13分 | ---                                            |
| 北海道         | テレビ北海道（TVh）        | テレビ東京系列 | 水曜 24時43分～25時13分 | ---                                            |
| 愛知県         | テレビ愛知（TVA）          | テレビ東京系列 | 水曜 24時43分～25時13分 | ---                                            |
| 岡山県・香川県 | テレビせとうち（TSC）      | テレビ東京系列 | 水曜 24時43分～25時13分 | ---                                            |
| 福岡県         | TVQ九州放送（TVQ）         | テレビ東京系列 | 水曜 24時43分～25時13分 | ---                                            |
| 大阪府         | テレビ大阪（TVO）          | テレビ東京系列 | 火曜26時05分～26時35分  | 不明                                           |
| 石川県         | 北陸放送（MRO）            | TBS系列        | 木曜25時35分～26時05分  | 2008年10月23日放送開始 197日遅れ（最終回時点） |
| 福島県         | テレビユー福島（TUF）      | TBS系列        | 木曜25時29分～25時59分  | 2009年10月より放送開始                         |